# Боббі Коллінз
Боббі Коллінз (англ. Bobby Collins, 16 лютого 1931, Глазго — 13 січня 2014, Лідс) — шотландський футболіст, що грав на позиції нападника, зокрема, за клуби «Селтік» і «Лідс Юнайтед», а також національну збірну Шотландії. По завершенні ігрової кар'єри — тренер.
Чемпіон Шотландії. Дворазовий володар Кубка Шотландії. Дворазовий володар Кубка шотландської ліги. Футболіст 1965 року в Англії за версією АФЖ.

## Клубна кар'єра
У дорослому футболі дебютував 1949 року виступами за команду клубу «Селтік», в якій провів дев'ять сезонів, взявши участь у 220 матчах чемпіонату.  Більшість часу, проведеного у складі «Селтіка», був основним гравцем атакувальної ланки команди. У складі «Селтіка» був одним з головних бомбардирів команди, маючи середню результативність на рівні 0,36 голу за гру першості. За цей час виборов титул чемпіона Шотландії та декілька національних кубкових трофеїв.
Згодом з 1958 по 1962 рік виступав за англійський «Евертон». 1962 року прийняв запрошення Дона Реві, нещодавно призначеного головного тренера «Лідс Юнайтед», приєднатися до цієї команди, яка боролася за збереження місця у Другому англійському дивізіоні. Команда, підсилена Коллінзом із цим завданням впоралася, а вже за два роки, у сезоні 1963/64, виграла Другий дивізіон і здобула підвищення у класі до найвищої англійської ліги. У Першому дивізіоні «Лідс» відразу ж включився у боротьбу за найвищі місця і у першому ж сезоні після повернення програв боротьбу за чемпіонство «Манчестер Юнайтед» лише через гіршу різницю забитих і пропущених голів. Також команда сягнула фіналу Кубка Англії 1965, в якому лише у додатковий час поступилася «Ліверпулю». Коллінз на той час вже був капітаном «Лідса», і його особистий внесок в успіхи команди був визнаний Футболістом 1965 року в Англії за версією АФЖ. Після цього Коллінз провів ще два сезони у Лідсі, але вже поважний вік і важкий перелом стегнової кістки не дозволили йому підтримати високий рівень гри.
Залишивши Лідс у 1969 році, Коллінз провів два з половиною сезони у складі «Бері», після чого у 38-річному віці повернувся до Шотландії, де протягом двох років грав за «Грінок Мортон».
1972 року встиг пограти в Австралії за «Рінгвуд Сіті» і «Мельбурн Хакоах», після чого провів сезон у Третьому англійському дивізіоні, граючи за «Олдем Атлетик».
Завершив професійну ігрову нападик лише у 43-річному віці після сезону 1973/74, проведеного в ірландському «Шемрок Роверс».

## Виступи за збірну
1950 року провів три свої перші офіційні матчі у складі національної збірної Шотландії. Згодом була тривала перерва у викликах до національної команди, регулярно почав залучатися до її складу лише 1955 року. У складі збірної став учасником чемпіонату світу 1958 року у Швеції, де виходив на поле у всіх трьох матчах групового етапу, який шотландці не подолали. На початку 1960-х знову не потрапляв до збірної, і лише його неймовірна форма, продемонстрована в сезоні 1964/65 у «Лідс Юнайтед», принесла Коллінзу три виклики до збірної Шотландії у 1965, які стали для нього останніми.
Загалом протягом кар'єри у національній команді провів у її формі 31 матч, забивши 10 голів.

## Кар'єра тренера
Розпочав тренерську кар'єру відразу ж по завершенні кар'єри гравця, 1974 року, очоливши тренерський штаб клубу «Гаддерсфілд Таун».
1977 року став головним тренером команди «Галл Сіті», яка під його керівництвом фінішувала останньою у Другому дивізіоні Англії і понизилася у класі до третьої ліги. Після цього довгий час на високому рівні не працював.
Останнім місцем роботи головним тренером був клуб «Барнслі», з командою якого Боббі Коллінз працював з 1984 по 1985 рік, і яка під його керівництвом фінішувала у середині турнірної таблиці сезону у Другому дивізіоні.
Помер 13 січня 2014 року на 83-му році життя.

## Титули і досягнення

### Командні
- Чемпіон Шотландії (1):

«Селтік»: 1953-1954
- Володар Кубка Шотландії (2):

«Селтік»: 1950-1951, 1953-1954
- Володар Кубка шотландської ліги (2):

«Селтік»: 1956-1957, 1957-1958

### Особисті
- Футболіст року за версією АФЖ (1): 1965